# Richard Budgett
Richard Budgett, född den 20 mars 1959 i Glasgow i Skottland, är en brittisk roddare.
Han tog OS-guld i fyra med styrman i samband med de olympiska roddtävlingarna 1984 i Los Angeles.